# بلانك (مرصد فضائي)

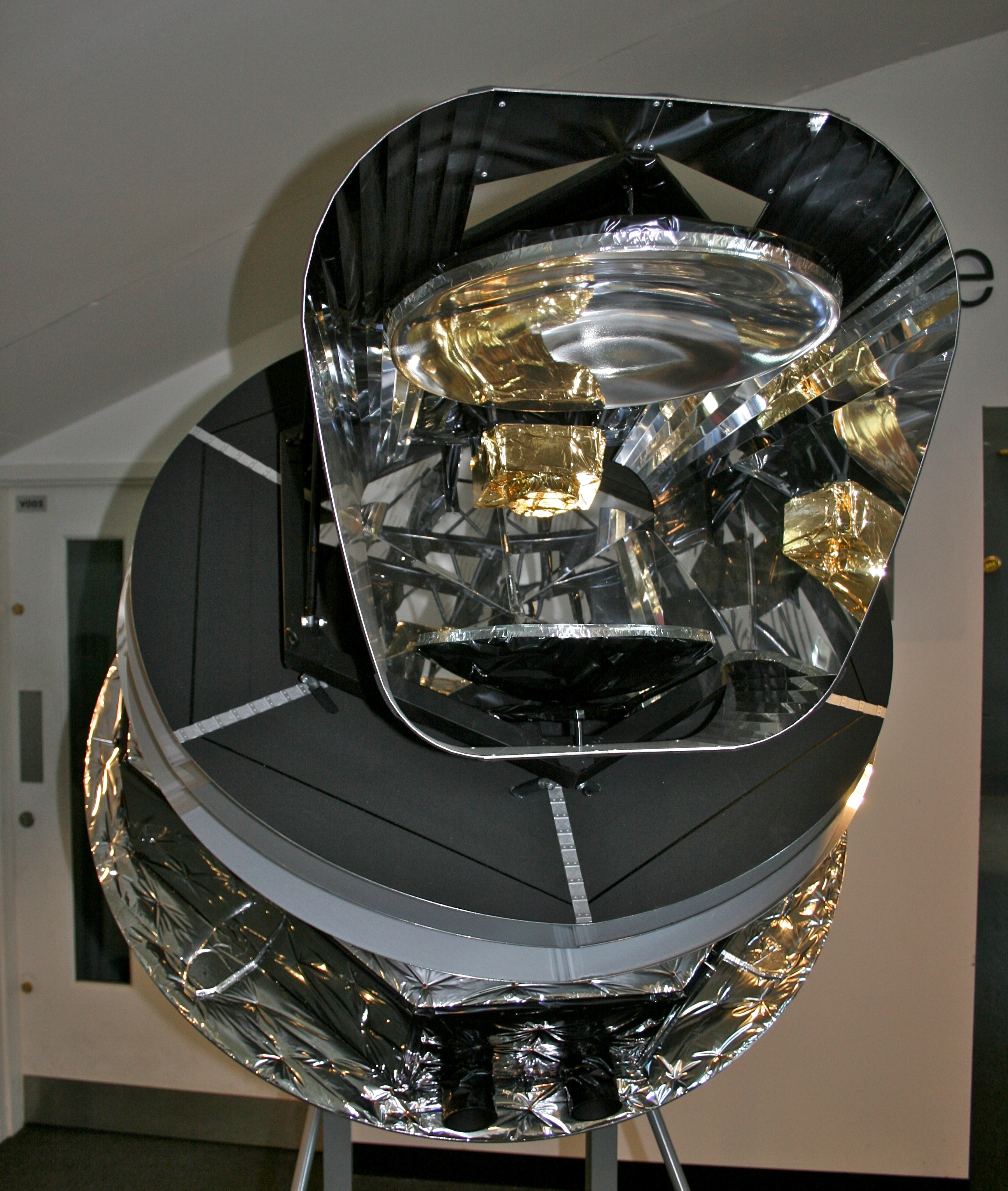
نموذج للمرصد الفضائي بلانك

مركبة بلانك الفضائية هي مرصد فضائي تابع ل الوكالة الأوروبية لأبحاث الفضاء (إيسا) ، تم بناؤه لقياس الاختلافات في إشعاع الخلفية الميكرويفي الكوني الآتية من كل الإتجاهات في الكون. تتمع مركبة بلانك بحساسية عالية تمكنها من قياس هذه الاختلافات بدرجة كبيرة. تم بناء بلانك في مركز "كان منديلو الفضائي بفرنسا بواسطة خبراء "شركة تاليس إلينيا للفضاء". يعتبر بلانك ثالث مركبة فضائية متوسطة الحجم تعدها إيسا في إطار برنامج آفاق 2000 العلمي. أطلق على هذه المركبة في البداية اسم كوبراس/سامبرا ثم تم تغييره إلى بلانك إكراما لعالم الفيزياء الألماني الشهير ماكس بلانك الذي اكتشف نظرية الكم وحصل على جائزة نوبل في الفيزياء لسنة 1918.
تم إطلاق بلانك في شهر مايو من سنة 2009، ووصل إلى نقطة لاغرانج 2 في فبراير 2010، وبدأ في مسح السماء للمرة الثانية في نفس الشهر. عند دراسة المعلومات التي جمعها بلانك في هذه المرحلة الأولية، تبين للخبراء أنها ذات جودة عالية، ومن المعتقد أن المعلومات التي سيجمعها بلانك ستساعد في حسم عدد من القضايا العالقة وذلك بحلول نهاية السنة الجارية (2012). ستقوم هذه المهمة بتكملة وتحسين المعلومات التي جمعها مسبار ويلكينسون لقياس اختلاف الموجات الراديوية الذي قام بقياس إشعاع الخلفية الميكرويفي الكوني بدقة أقل وأراد العلماء تحسينها . إن هذه الجودة العالية التي يتمتع بها بلانك ستمكنه من أن يكون مصدرا رئيسيا للمعلومات التي ستساعد على حل بعض المعضلات الفلكية والكونية العالقة (على سبيل المثال: النظريات المتعلقة بالمراحل المبكرة للكون وبنيته، مسألة المادة المظلمة والطاقة المظلمة).

## الأهداف
يسعى مشروع بلانك إلى تحقيق عدد من الأهداف العلمية يتلخص بعضها في مايلي:
1) الحصول على قياسات ذات دقة عالية لكثافة واستقطاب إشعاع الخلفية الكونية الميكروي،
2) استعمال أثر سريناف-زولدوفيتش لإعداد فهرس يتضمن عناقيد المجرات التي يمكن رصدها في الكون،
3) استكشاف تأثيرات العدسات التجاذبية الكونية على إشعاع الخلفية الكونية الميكروي،
4) ملاحظة مصادر الإشعاعات الراديوية التي تنبع من مصادر خارج المجرة (النوى المجرية النشطة) ومصادر الأشعة تحت الحمراء (المجرات الغبارية).

## أهم خواصه
بغرض إجراء بلانك لمسح توزيع الخلفية الأشعة الراديوية في الكون فسوف يقوم بقياس 9 ترددات بين 30 جيجا هرتز و 857 جيجا هرتز. ويبلغالتباين الزاوي لها بين 4 دقيقة قوسية للتردد العالي إلى 33 دقيقة قوسية في التردد المنخفض. بذلك يكون أكثر دقة من سابقيه مستكشف الخلفية الكونية (COBE) و مسبار ويلكينسون لقياس اختلاف الموجات الراديوية WMAP.

## نتائج مارس 2013
نشرت في 21 مارس 2013 نتائج القياسات الأولى للمسبار بلانك في 24 مقالة علمية من إيسا ESA (وكالة افضاء الأوروبية)  وطبقا لتلك النتائج يتغير تقدير عمر الكون تغيرا طفيفا من 7و13 مليار سنة إلى 82 و13 مليار سنة (مقدار الخطأ ± 0،037 مليار سنة). كذلك بالنسبة إلى مكونات الكون تتغير طفيفا عن معلوماتنا السابقة فتصبح : المادة المرئية 9و4 % (بدلا من 5و4 % )، مادة مظلمة 8و26بدلا من 5و22 %، و طاقة مظلمة 68 % بدلا من 73 %. كما أظهر توزيع أشعة الخلفية الميكروويفية المسجلة انحرافا طفيفا عن التوزيع المتساوي عبر السماء.
يبين التوزيع أن تموجات قد حدثت خلال جزء صغير جدا من الثانية من بعد الانفجار العظيم . ويبدو أن الشبكة العنكبوتية لتوزيع المادة في الكون قد حدثت في ذلك الوقت التي أدت إلى تكون تجمعات وعناقيد مجرات وتوزيع المادة المظلمة . كذلك أكدت القياسات مقدار ثابت هابل 67.80 ± 0.77 (km/s/Mpc).

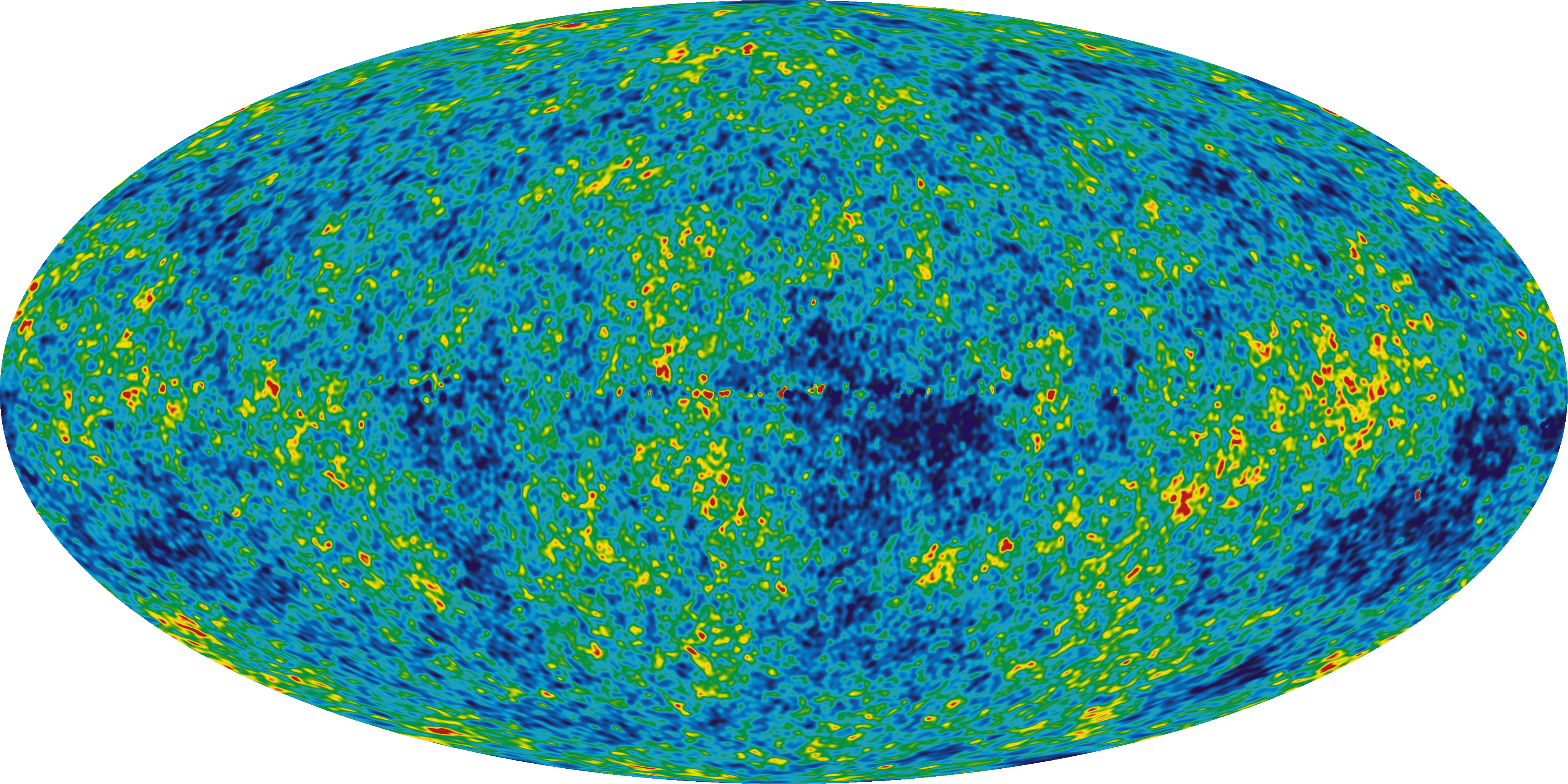
قياسات المرصد الفضائي WMAP للخلفية الميكروويفية للكون ، (عام 2008).النقاط الساخنة (أحمر) والنقاط الباردة (أزرق).

## اقرأ أيضا
- مرصد فيرمي الفضائي لأشعة غاما
- مسبار ويلكينسون لقياس اختلاف الموجات الراديوية
- درع شمسي لتلسكوب جيمس ويب الفضائي
- المسبار كوبي
- مصفوف الكيلومتر المربع
- مرصد مولارد الراديوي
- تلسكوب جيمس ويب الفضائي
- انفجار عظيم
- نموذج لامبدا-سي دي إم
- بيبوساكس
- تلسكوب فضائي
- مسبار روسي لتوقيت أشعة إكس
- تجربة بوميرانج
- روسات